# Podobwód Staszów Armii Krajowej
Podobwód Staszów – jednostka organizacyjna Związku Walki Zbrojnej, a następnie Armii Krajowej. Operowała na terenie gminy Staszów i nosiła kryptonim „Modrzew”.
Podobwód ten wchodził w skład Obwodu Sandomierz Okręgu Radom-Kielce AK.

## Skład podobwodu „Modrzew”
- Placówka Bogoria (ówcześnie w gminie Wiśniowa),
- Placówka Rytwiany,
- Placówka Staszów.